# Ломоносов (лунный кратер)
Ломоносов (лат.  Lomonosov), не путать с кратером Ломоносов на Марсе,  — большой ударный кратер в южном полушарии обратной стороны Луны, близко к западной границе лунного лимба. Название присвоено в честь русского учёного-естествоиспытателя, энциклопедиста, химика и физика Михаила Васильевича Ломоносова (1711 - 1765) и утверждено Международным астрономическим союзом в 1961 г. Образование кратера относится к раннеимбрийскому периоду. 

## Описание кратера
Ближайшими соседями кратера являются кратер Жолио на западе-юго-западе; кратер Максвелл на севере (кратер Ломоносов частично перекрывает его южную часть); кратер Артамонов на востоке-юго-востоке и кратер Эдисон на юге. На востоке от кратера расположена цепочка кратеров Артамонова. Селенографические координаты центра кратера 27°21′ с. ш. 98°17′ в. д. / 27,35° с. ш. 98,28° в. д., диаметр 90,7 км, глубина 2,8 км. 
Кратер Ломоносов имеет полигональную форму и умеренно разрушен. Вал с четко очерченной острой кромкой и сравнительно узким внутренним склоном террасовидной структуры, ширина внутреннего склона значительно меньше в северной части по сравнению с остальным периметром. У подножия северной и восточной части внутреннего склона видны следы обрушения пород. Высота вала над окружающей местностью достигает 1430 м, объем кратера составляет приблизительно 8200 км³. Дно чаши кратера затоплено темной базальтовой лавой, испещрено множеством мелких кратеров и отмечено фрагментами системы лучей кратера Джордано Бруно. Уровень поднятия лавы в чаше кратера сравнительно невысок благодаря чему сохранилась большая часть внутреннего склона.

## Сателлитные кратеры
Отсутствуют.

## Галерея
- Снимок с борта Аполлона-8.
- Снимок с борта Аполлона-14.
- Снимок с борта Аполлона-16.

## См.также
- Список кратеров на Луне
- Лунный кратер
- Морфологический каталог кратеров Луны
- Планетная номенклатура
- Селенография
- Минералогия Луны
- Геология Луны
- Поздняя тяжёлая бомбардировка